# Придорожный (Курганская область)
Придорожный — посёлок в Кетовском районе Курганской области, входит в состав Кетовского сельсовета.

## География
Посёлок находится в 10 км к юго-востоку от областного центра г. Курган.

## История
Решением Курганского облисполкома № 93 от 9 марта 1964 года п. Кетовского лесхоза присвоено наименование п. Придорожный.

## Население
| 1989 | 2002 | 2004 | 2010 | 2015 |
| ---- | ---- | ---- | ---- | ---- |
| 489  | ↘447 | ↗465 | ↗516 | ↗621 |

## Транспорт
- Возле посёлка проходит дорога Курган-Половинное-Воскресенское
- автобусные маршруты :
- 114
- 209
- 210
- 211
- 215

## Улицы
Центральная
Восточная
Садовая
Новая
Таёжный переулок
Лесной переулок
Гагарина
Снежная
Юбилейная
Земляничная
Хвойный переулок
Берёзовая
Пограничная

## Инфраструктура
Магазин «Восторг»
Магазин «СТРОЙКОМПЛЕКТ»
Курганское лесничество
Курганский Лесопожарный Центр
Фельдшерский пункт
Завод железо-бетонных изделий